# Dimophora ignota
Dimophora ignota là một loài tò vò trong họ Ichneumonidae.